# Amor sin condiciones
Amor sin condiciones (Unconditional Love) es una película de Estados Unidos dirigida por P. J. Hogan en 2002 e interpretada por Kathy Bates y Rupert Everett.

## Sinopsis
En esta comedia asistimos en un principio al declive de Grace Beasley (Kathy Bates), que siente cómo su vida se desmorona cuando es abandonada por su marido. Grace intenta superarlo como puede y decide acudir a un concierto de Victor Fox (Jonathan Pryce), un cantante melódico con el que está obsesionada. Piensa que de esta manera podrá olvidar más fácilmente su drama personal. Cuál es su sorpresa cuando al conseguir una invitación y acudir al acto Víctor es asesinado. La historia es rocambolesca, porque el cantante es víctima de una extraña serie de asesinatos atribuidos al "Asesino de la Ballesta". Ante tal "shock", Grace decide tomar las riendas de su vida de nuevo y decide emprender un viaje a Gales, al funeral de Víctor; como suele ocurrir en estos casos, también es un viaje interior. En esta aventura conocerá al compañero sentimental de su idolatrado Víctor Fox, el amargado Dirk Simpson (Rupert Everett), que tampoco pasa por su mejor momento. Juntos emprenderán la búsqueda de "un amor sin condiciones".